# Nyctinomops aurispinosus
Nyctinomops aurispinosus — вид рукокрилих родини молосових.

## Етимологія
Видова назва походить від лат. auris — «вухо» і лат. spinosus — «колючий».

## Середовище проживання
Країни мешкання: Бразилія, Колумбія, Еквадор, Мексика, Парагвай, Перу. Відомий висотний діапазон від рівня моря до 3150 м, найбільш відомі з записів нижче 1000 м над рівнем моря. населяє тропічні ліси, чагарники, колючі ліси і сухі ліси.

## Морфологія
Морфометрія. Довжина передпліч: 47.8—54.2 мм. Самці трохи більші за самиць.
Опис. Спинне забарвлення зазвичай темно-коричневе, але варіюється від червонувато-коричневого до сіро-коричневого з окремими спинними волосками близько 4 мм довжиною, волосся майже білого кольору при основі, черево дещо блідіше, ніж спина. Вуха великі, зморшкуваті і з'єднався на своїх основах, як і в інших членів роду. Зубна формула: I 1/2, C 1/1, P 2/2, M 3/3, всього 30.
Генетика. 2n=48, FN=58 хромосом.

## Стиль життя
Ймовірно проводять день в ущелинах і всередині печер. Споживає, як вважають, в основному м'якотілих комах. Самиці народжують одне маля на рік, навесні.